# Per Wiberg (keyboardist)
Per Wiberg, född 8 juni 1968, är en svensk keyboardist. 
Wiberg är medlem i stoner metal-bandet Spiritual Beggars och har tidigare spelat i bandet Opeth. Han har också medverkat på album av Arch Enemy, Big Scenic Nowhere och Anekdoten.

## Diskografi

### Per Wiberg
- Head Without Eyes (2019)
- All Is Well In The Land Of The Living (2021)
- The Serpent's Here (2024)

### Opeth
- Lamentations DVD (2003)
- Ghost Reveries (2005)
- Soldier Of Fortune (2007)
- The Roundhouse Tapes (2007)
- Watershed (2008)
- In Live Concert at the Royal Albert Hall (2010)
- Blackwater Park - Legacy Edition (2010)
- The Throat Of Winter 7" (2011)
- Heritage (2011)
- The Devil's Orchard - Live At Rock Hard Festival 2009 (2011)
- Peaceville Presents (2013)

### Spiritual Beggars
- Mantra III (1998)
- Violet Karma 10" (1998)
- Ad Astra (2000)
- It's Over split 7" med Grand Magus (2001)
- On Fire (2002)
- Demons (2005)
- Live Fire DVD (2005)
- Return to Zero (2010)
- Return to Live: Loud Park 2010 (2011)
- Earth Blues (2013)
- Spiritual Beggars - Reissue (2013)
- Sunrise To Sundown (2016)
- Thumbsucker/Stoned Woman 7" (2016)
- European Rock Invasion Vol 1: Svenskt Anfall  split med Siena Root &  Truckfighters (2021)

### Kamchatka
- The Search Goes On (2014)
- Doorknocker Blues 7" (2014)
- Ain't Fallin' Digital Single (2014)
- Long Road Made Of Gold (2015)
- Devil Dance Digital Single (2016)
- No One That Can Tell Digital Single (2016)
- Stone Cold Shaky Bones/Midnight Charmer 7" (2018)
- Hoodoo Lightning (2019)

### Switchblade
- Switchblade - "S/T 2012" (album) (2012)
- Switchblade - "S/T 2016" (album) (2016)

### Slutavverkning
- "Levande Charader" (2023)

### Mojobone
- Tales From The Bone (1999)
- Crossroad Message (2002)
- Cowboy Mode (2010)
- Crossroad Message & Tales From The Bone - Reissue (2010)

### King Hobo
- King Hobo (2008)
- Mauga (2019)

### Death Organ
- 9 to 5 (1995)
- Universal Stripsearch (1997)

### Boom Club
- Buy One Or Be One (1994)

### Gästmusiker
- Anekdoten - Vemod (1993)
- Anekdoten - Chapters (2009)
- Anekdoten - Until All The Ghosts Are Gone (2015)
- Arch Enemy - Burning Bridges (1999)
- Arch Enemy - Wages of Sin (2001)
- Arch Enemy - Anthems of Rebellion (2003)
- Arch Enemy - Rise Of The Tyrant (2007) (uncredited on the album)
- Arch Enemy - Khaos Legions (2011)
- Arch Enemy - War Eternal (2014)
- Arch Enemy - Covered In Blood (2019)
- Apollo - Waterdevils (2016)
- Automatism - Sonar split EP with Pavallion (2019)
- Automatism - Immersion (2020)
- Bacon Brothers - Pit Stop (2000)
- Bacon - Like It Black (2010)
- The Bakerton Group - El Rojo (2009)
- Beat Under Control - The Introduction (2004)
- Big Scenic Nowhere - Dying On The Mountain (2019)
- Big Scenic Nowhere - Vision Beyond Horizon (2020)
- Big Scenic Nowhere - Lavender Blues (2020)
- Big Scenic Nowhere - The Long Morrow (2021)
- Big Scenic Nowhere - The Waydown (2024)
- Big Scenic Nowhere - My God/Aqualung Redux (2024)
- Conny Bloom  - Been There, Done What Live! (2003)
- Candlemass - Psalms for the Dead (2012)
- Candlemass - (Candlemass Vs Entombed, Limited edition CD, recorded for Sweden Rock Magazine's 100th issue)(2013)
- Carcass - Despicable (2020)
- Carcass - Torn Arteries (2021)
- CKY - Lost In Departures feat Daniel Davies & Per Wiberg (2021)
- Dool - Summerland (2020)
- Dotty Blue - Perfect Free Choice (2009)
- Dun Ringill - Welcome (2019)
- Dun Ringill - Library Of Death (2020)
- Enslaved - Roadburn Live (2017)
- Fear Falls Burning - Function Collapse Live (2021)
- General Surgery - Split w/ Bodybag (2017)
- Greenleaf -  Nest Of Vipers (2012)
- Grand Magus -  Sword Songs (2016)
- Hexandagger -  Nine Of Swords 7" (2016)
- Hans Hjelm -  Into The Night (2024)
- Sivert Høyem - Endless Love (2014)
- Ulf Ivarsson/Bill Laswell - Nammu (2022)
- Kamchatka - Volume III (2009)
- Kamchatka - Bury Your Roots (2011)
- Little Chris - At Last (2002)
- Mount Mary - Mount Mary (2021)
- Mount Mary - Diamonds Of A Fool (2023)
- The Mushroom River Band - Music for the World Beyond (2000)
- Nate Bergman - Metaphysical Change (2022)
- Oaf -  Birth School Oaf Death (2013)
- Renaissance Of Fools - Fear, Hope & Frustration (2011)
- Roadhouse Diet - Won't Bend Or Break (2018)
- Roadhouse Diet - Electric Devilry (2019)
- Sista Maj  - Localized Pockets Of Negative Entropy  (2018)
- Sista Maj  - The Extreme Limit  (2019)
- Sky High - Highlights 1978-1998 (1998)
- Sky High - Bluester (1999)
- Sky High - On The Cover: 25 Years Of Madness (2002)
- Sky High - Soul Survivor (2004)
- Sky High - Have Guitar Will Travel - Reissue ( 2005)
- Sky High - Safe Sex Live - Reissue ( 2005)
- Sky High - 28 Years Of Madness DVD (2006)
- Sky High - Stone & Gravel (2015)
- Sky High - 20 Från Fyrtio (2020)
- Sovereign Eagle - Sovereign Eagle (2022)
- Thoughts & Prayers - Alive In The Night Of The Wicked - PA version (2022)
- Vokonis  - Odyssey  (2021)
- Vokonis  - Null & Void  (2021)
- Watertouch - We Never Went To The Moon (2004)